# Ангели в раю
«Ангели в раю» (фр. Des Anges au Paradis) — російсько-французький драматичний фільм 1993 року, знятий Євгеном Лунгіним за однойменною новелою Петра Кожевнікова.

## Сюжет
Кінець 1970-х років. У Ленінграді підлітки витрачають час на вживання горілки, щоб уникнути страху призову до Афганістану. Михайло знайомиться з Галею, представницею давнього роду російських аристократів, які вижили, приховуючи своє походження. Вони вирішують покохати один одного і жити для себе. Протистоячи безвідповідальним дорослим алкоголікам, вони прагнуть уникнути життя, сповненого швидких рішень, вживання алкоголю та компромісів.

## У ролях
- Костянтин Гаєхо
- Олена Свинцова
- Динара Друкарова
- Андрій Толубєєв
- Ольга Волкова
- Володимир Кабалін
- Валерій Кефт
- Зінаїда Шарко
- Іван Шведов
- Ольга Тарасенко

## Знімальна група
- Режисер: Євген Лунгін
- Автори сценарію: Євген Лунгін, Петро Кожевников
- Оператор: Валерій Мюльгаут
- Художники: Сергій Коковкін, Борис Петрушанський
- Композитор: Андрій Макаревич
- Звукорежисер: Максим Беловолов
- Монтажер: Ірина Гороховська
- Продюсери: Олег Коньков, Юмбер Бальсан

## Фестивалі
- 1993 — Каннський кінофестиваль[3]
- 1999 — Фестиваль російського кіно в Онфлері (Франція)